# برخی آنرا عشق می‌نامند
برخی آنرا عشق می‌نامند (انگلیسی: Some Call It Loving) یک فیلم معمایی عاشقانه و اِروتیک به کارگردانی جیمز بی. هریس است که در سال ۱۹۷۳ منتشر شد. از بازیگران آن می‌توان به زالمن کینگ، ریچارد پرایر، تیسا فارو و کارول وایت اشاره کرد.